# Моджо
Моджо (італ. Moggio) — муніципалітет в Італії, у регіоні Ломбардія, провінція Лекко.
Моджо розташоване на відстані близько 510 км на північний захід від Рима, 60 км на північний схід від Мілана, 12 км на північний схід від Лекко.
Населення — 488 осіб (2014).

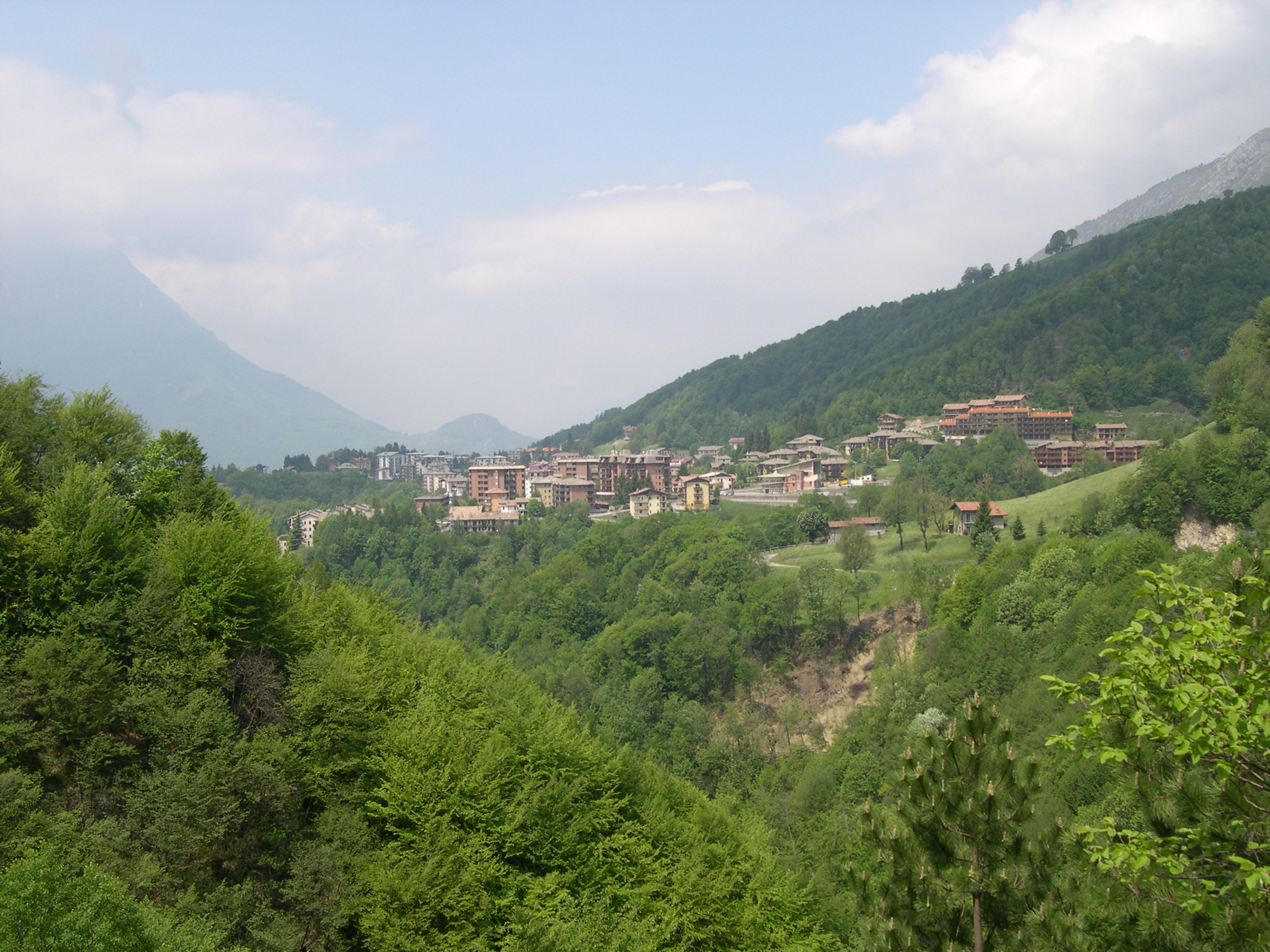

Щорічний фестиваль відбувається 4 жовтня. Покровитель — San Francesco.

## Демографія
Населення за роками:

Станом на 1 січня 2023 року в муніципалітеті офіційно проживали 23 іноземці з 7 країн, серед них 7 громадян країн Євросоюзу та 5 громадян України.

## Сусідні муніципалітети
- Барціо
- Кассіна-Вальсассіна
- Мортероне
- Ведезета